# Ed Wood (film)
Ed Wood är en amerikansk långfilm i svart-vitt från 1994, regisserad av Tim Burton.

## Handling
Filmen Ed Wood handlar om regissören Edward D. Wood Jr., som av Harry och Michael Medved i boken The Golden Turkey Awards (1980) blev utsedd som världshistoriens sämsta regissör - med filmer som Glen or Glenda, Bride of the Monster och Plan 9 from Outer Space på sitt samvete. Ed Wood var inte bara känd som regissör i Hollywood, utan även som transvestit, eftersom han så ofta han kunde klädde sig i kvinnokläder. Wood var dock mån om att inte missuppfattas som homosexuell, utan han menade att han kände en starkare närhet till kvinnor när han klädde sig som de.

## Om filmen
Johnny Depp gör vad många anser vara en av sina bästa prestationer i rollen som den oerhört entusiastiske, men fullkomligt talanglöse Ed Wood. I rollen som den klassiske Dracula-aktören Bela Lugosi, som blev god vän med Wood, syns Martin Landau, som vann en Oscar för bästa manliga biroll. I övriga roller syns bland annat Patricia Arquette, Sarah Jessica Parker och Bill Murray. Kostymerna i filmen gjordes av Colleen Atwood. Filmen är en tribut till Burtons vänskap med Vincent Price: liksom Ed Wood var Burton en ung filmskapare som bildade en stark vänskap med en åldrad skräckfilmikon som gick bort innan deras sista film tillsammans (Edward Scissorhands) blev färdig.
Sminkteamet bestående av Rick Baker, Ve Neill och Yolanda Toussieng vann en Oscar för bästa smink.

## Rollista (urval)
| Johnny Depp                        | – Ed Wood               |
| Martin Landau                      | – Bela Lugosi           |
| Sarah Jessica Parker               | – Dolores Fuller        |
| Patricia Arquette                  | – Kathy O'Hara          |
| Jeffrey Jones                      | – Criswell              |
| Vincent D'Onofrio/Maurice LaMarche | – Orson Welles          |
| Bill Murray                        | – Bunny Breckinridge    |
| Mike Starr                         | – Georgie Weiss         |
| Ned Bellamy                        | – Dr. Tom Mason         |
| George Steele                      | – Tor Johnson           |
| Gregory Walcott                    | – tilltänkt finansiär   |
| Louis Lombardi                     | – hyresvärden           |
| Lisa Marie                         | – Maila Nurmi (Vampira) |